# Jogos Olímpicos de Inverno de 2018
Jogos Olímpicos de Inverno de 2018, conhecidos oficialmente como os Jogos da XXIII Olimpíada de Inverno (francês: Les XXIIIeme Jeux olympiques d'hiver; Hangul: 평창 동계 올림픽; Hanja: 平昌 冬季 올림픽; RR: Pyeongchang Donggye Ollimpik), mais comumente PyeongChang 2018, foi um evento multiesportivo realizado no primeiro semestre de 2018 em Pyeongchang, condado localizado na província de Gangwon, Coreia do Sul.
A escolha da sede foi feita durante a 123ª Sessão do Comitê Olímpico Internacional, que aconteceu em Durban, África do Sul, em 6 de julho de 2011. Outras cidades que também se candidataram para sediar os jogos foram Annecy na França e Munique na Alemanha. Pyeongchang venceu após sua terceira tentativa consecutiva, tendo sido derrotada por Vancouver em 2010 e Sóchi em 2014.
Foram os primeiros Jogos Olímpicos de Inverno e os segundos Jogos Olímpicos na Coreia do Sul, após a realização dos Jogos Olímpicos de Verão de 1988 em Seul. Pyeongchang foi a terceira cidade da Ásia Oriental a sediar os Jogos Olímpicos de Inverno depois de Sapporo em 1972 e Nagano em 1998.

## Processo de candidatura
Pyeongchang, na Coreia do Sul, foi escolhida como sede dos Jogos Olímpicos de Inverno de 2018 pelo Comitê Olímpico Internacional por meio de votação e recebeu um total de 63 votos, contra 25 de Munique e 7 de Annecy.
| 123ª Sessão Comitê Olímpico Internacional 6 de julho de 2011, em Durban, África do Sul. |               |           |
| Cidade                                                                                  | CON           | 1ª Rodada |
| PyeongChang                                                                             | Coreia do Sul | 63        |
| Munique                                                                                 | Alemanha      | 25        |
| Annecy                                                                                  | França        | 7         |

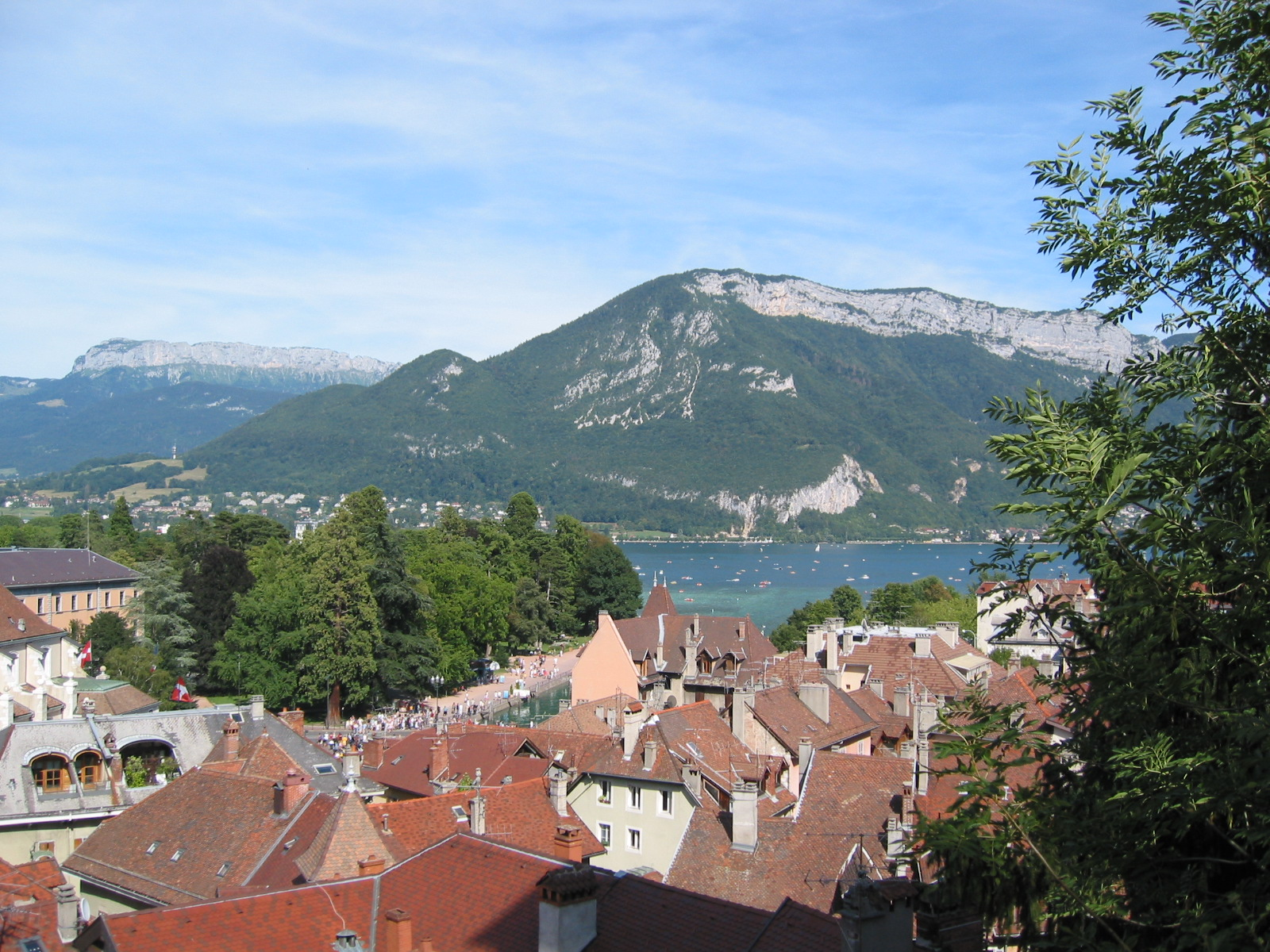
Vista do Chateau d'Annecy em Annecy.
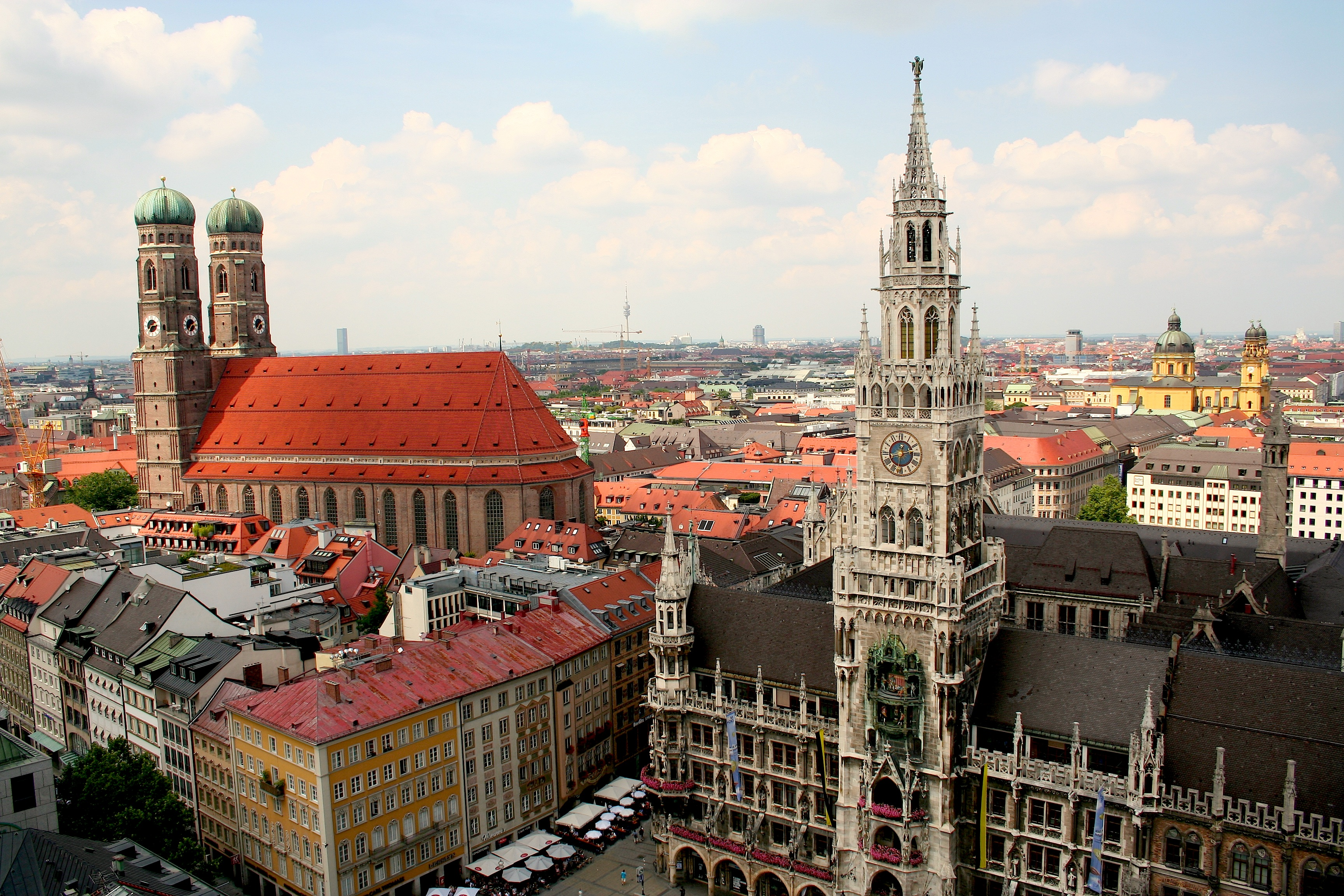
Panorama da cidade de Munique.
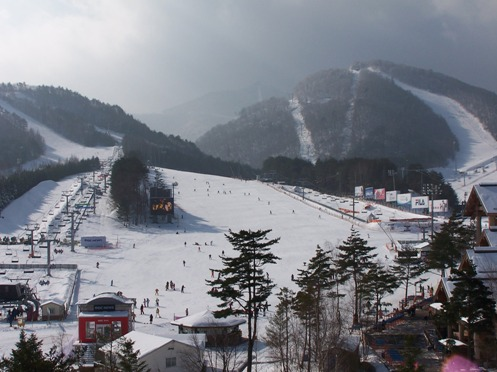
Centro de Inverno de Pyeongchang.

## Ingressos
Os preços dos ingressos dos Jogos Olímpicos de Inverno de 2018 foram anunciados em abril de 2016. Os valores variaram entre 20 000 a 900 000 wons (₩), sendo que em torno de 50% dos ingressos custaram 80 000 wons ou mais. Para as cerimônias os valores variaram entre 220 000 a 1,5 milhão de won. Os preços foram baseados em pesquisas e demandas registradas em edições anteriores e foram revelados que os preços para esportes relativamente desconhecidos ou não populares na Ásia como o luge e o biatlo seriam mais acessíveis para tentar lotar as arenas e aumentar o interesse da população. A sessão com os preços mais caros foi a final do hóquei no gelo masculino cujos valores custaram entre 300 000 e 900 000 wons. Na média dos preços, o esporte que teve os ingressos mais caros foi a patinação artística, cujos valores iam de 150 000 a 800 000 wons.
A primeira fase de venda dos ingressos, iniciada em outubro de 2016, foi realizada somente para os residentes na Coreia do Sul.

## Países participantes
Um total de 95 Comitês Olímpicos Nacionais classificaram atletas para os Jogos, mas apenas 92 dos Comitês participaram, já que Dominica, Ilhas Cayman e Peru devolveram as suas cotas para a Federação Internacional de Esqui e não classificaram atletas em outras disciplinas. Equador, Eritreia, Kosovo, Malásia, Nigéria e Singapura participaram pela primeira vez na história dos Jogos de Inverno.
A situação dos atletas da Rússia estava incerta devido ao escândalo institucional de doping do país. Em 5 de dezembro de 2017, foi anunciado pelo Comitê Olímpico Internacional que a Rússia seria autorizada a competir com o nome de "Atletas Olímpicos da Rússia" (OAR), sob a bandeira olímpica e o hino olímpico tocado em qualquer cerimônia.
Os atletas da Coreia do Norte foram autorizados a ultrapassar a Zona Desmilitarizada da Coreia. Inicialmente apenas dois patinadores do país se classificaram, mas em 8 de janeiro de 2018 foi anunciado um acordo pelos governos das duas Coreias para que a Coreia do Norte enviasse mais atletas. Além disso, os dois países desfilaram na cerimônia de abertura como uma delegação única e sob a bandeira da Coreia unificada, sendo a primeira vez que isso aconteceu desde os Jogos Asiáticos de 2006. Juntamente com os atletas previamente classificados, a Coreia do Norte enviou um total de 20 atletas, sendo que no torneio feminino de hóquei no gelo uma equipe unificada com a Coreia do Sul competiu sob o código "COR", além da execução da canção "Arirang" durante as cerimônias oficiais. As cores do uniforme do time eram azul e branco e tinham no lugar dos símbolos dos Comitês Olímpicos Nacionais uma silhueta do mapa da Península da Coreia e embaixo o nome "Korea". O time também foi o único a não usar os materiais desportivos fornecidos pelos patrocinadores da Federação Internacional de Hóquei no Gelo devido ao bloqueio econômico dos Estados Unidos a Coreia do Norte.
A seguir lista dos países participantes. Em parênteses, o número de atletas classificados por país.
| \| - RSA África do Sul (1) - ALB Albânia (2) - GER Alemanha (156) - AND Andorra (5) - ARG Argentina (7) - ARM Armênia (3) - OAR Atletas Olímpicos da Rússia (168) - AUS Austrália (50) - AUT Áustria (105) - AZE Azerbaijão (1) - BEL Bélgica (22) - BER Bermudas (1) - BLR Bielorrússia (33) - BOL Bolívia (2) - BIH Bósnia e Herzegovina (4) - BRA Brasil (9) - BUL Bulgária (21) - CAN Canadá (226) - KAZ Cazaquistão (46) - CHI Chile (7) - CYP Chipre (1) - CHN China (80) - COL Colômbia (4) \| - PRK Coreia do Norte (10)[COR] - KOR Coreia do Sul (123)[COR] - CRO Croácia (19) - DEN Dinamarca (17) - ECU Equador (1) - ERI Eritreia (1) - SVK Eslováquia (56) - SLO Eslovênia (71) - ESP Espanha (13) - USA Estados Unidos (242) - EST Estônia (22) - PHI Filipinas (2) - FIN Finlândia (106) - FRA França (108) - GHA Gana (1) - GEO Geórgia (4) - GBR Grã-Bretanha (58) - GRE Grécia (4) - HKG Hong Kong (1) - HUN Hungria (19) - IND Índia (2) - IRI Irã (4) - IRL Irlanda (5) \| - ISL Islândia (5) - ISR Israel (10) - ITA Itália (122) - JAM Jamaica (3) - JPN Japão (124) - KOS Kosovo (1) - LAT Letônia (34) - LBN Líbano (3) - LIE Liechtenstein (3) - LTU Lituânia (9) - LUX Luxemburgo (1) - MAD Madagascar (1) - MAS Malásia (2) - MLT Malta (1) - MAR Marrocos (2) - MEX México (4) - MDA Moldávia (2) - MON Mônaco (4) - MGL Mongólia (2) - MNE Montenegro (3) - NGR Nigéria (3) - NOR Noruega (109) - NZL Nova Zelândia (20) \| - NED Países Baixos (33) - PAK Paquistão (2) - POL Polônia (62) - PUR Porto Rico (1) - POR Portugal (2) - KEN Quênia (1) - KGZ Quirguistão (2) - CZE República Checa (95) - MKD República da Macedônia (3) - ROU Romênia (27) - SMR San Marino (1) - SRB Sérvia (4) - SGP Singapura (1) - SWE Suécia (116) - SUI Suíça (169) - THA Tailândia (4) - TPE Taipé Chinês (4) - TLS Timor-Leste (1) - TOG Togo (1) - TGA Tonga (1) - TUR Turquia (8) - UKR Ucrânia (33) - UZB Uzbequistão (2) \| | | | |
| COR. ^ Apenas na cerimônia de abertura e no hóquei no gelo feminino os dois CONs formaram uma equipe unificada denominada COR Coreia (35). | | | |
| - RSA África do Sul (1) - ALB Albânia (2) - GER Alemanha (156) - AND Andorra (5) - ARG Argentina (7) - ARM Armênia (3) - OAR Atletas Olímpicos da Rússia (168) - AUS Austrália (50) - AUT Áustria (105) - AZE Azerbaijão (1) - BEL Bélgica (22) - BER Bermudas (1) - BLR Bielorrússia (33) - BOL Bolívia (2) - BIH Bósnia e Herzegovina (4) - BRA Brasil (9) - BUL Bulgária (21) - CAN Canadá (226) - KAZ Cazaquistão (46) - CHI Chile (7) - CYP Chipre (1) - CHN China (80) - COL Colômbia (4) | - PRK Coreia do Norte (10)[COR] - KOR Coreia do Sul (123)[COR] - CRO Croácia (19) - DEN Dinamarca (17) - ECU Equador (1) - ERI Eritreia (1) - SVK Eslováquia (56) - SLO Eslovênia (71) - ESP Espanha (13) - USA Estados Unidos (242) - EST Estônia (22) - PHI Filipinas (2) - FIN Finlândia (106) - FRA França (108) - GHA Gana (1) - GEO Geórgia (4) - GBR Grã-Bretanha (58) - GRE Grécia (4) - HKG Hong Kong (1) - HUN Hungria (19) - IND Índia (2) - IRI Irã (4) - IRL Irlanda (5) | - ISL Islândia (5) - ISR Israel (10) - ITA Itália (122) - JAM Jamaica (3) - JPN Japão (124) - KOS Kosovo (1) - LAT Letônia (34) - LBN Líbano (3) - LIE Liechtenstein (3) - LTU Lituânia (9) - LUX Luxemburgo (1) - MAD Madagascar (1) - MAS Malásia (2) - MLT Malta (1) - MAR Marrocos (2) - MEX México (4) - MDA Moldávia (2) - MON Mônaco (4) - MGL Mongólia (2) - MNE Montenegro (3) - NGR Nigéria (3) - NOR Noruega (109) - NZL Nova Zelândia (20) | - NED Países Baixos (33) - PAK Paquistão (2) - POL Polônia (62) - PUR Porto Rico (1) - POR Portugal (2) - KEN Quênia (1) - KGZ Quirguistão (2) - CZE República Checa (95) - MKD República da Macedônia (3) - ROU Romênia (27) - SMR San Marino (1) - SRB Sérvia (4) - SGP Singapura (1) - SWE Suécia (116) - SUI Suíça (169) - THA Tailândia (4) - TPE Taipé Chinês (4) - TLS Timor-Leste (1) - TOG Togo (1) - TGA Tonga (1) - TUR Turquia (8) - UKR Ucrânia (33) - UZB Uzbequistão (2) |

## Eventos
102 finais em 15 disciplinas de inverno, organizadas em 7 esportes olímpicos estiveram no programa dos Jogos Olímpicos de Inverno de 2018, incluindo as três modalidades da patinação (patinação artística, patinação de velocidade e patinação de velocidade em pista curta), as seis disciplinas do esqui (alpino, cross-country, estilo livre, combinado nórdico, salto de esqui e snowboard) e os três eventos de deslizamento sobre o gelo (bobsleigh, skeleton e luge). Os outros três esportes foram o biatlo, o curling e hóquei no gelo.
Em junho de 2015, foi anunciada a adição de seis novos eventos ao programa dos Jogos Olímpicos de Inverno, que foram disputados pela primeira vez. São elas as provas da largada coletiva na patinação de velocidade, as duplas mistas no curling e o evento de times mistos no esqui alpino. Em relação a 2014, um evento foi removido do programa com a substituição do slalom paralelo pelo big air no snowboard.
| - Biatlo (11) - Bobsleigh (3) - Combinado nórdico (3) - Curling (3) - Esqui alpino (11) - Esqui cross-country (12) - Esqui estilo livre (10) - Hóquei no gelo (2) | - Luge (4) - Patinação artística (5) - Patinação de velocidade (14) - Patinação de velocidade em pista curta (8) - Salto de esqui (4) - Skeleton (2) - Snowboard (10) |

## Calendário
As datas dos eventos seguem o fuso horário da Coreia do Sul (UTC+9).
| CA | Cerimônia de abertura | ● | Competições | 1 | Finais | GE | Exibição de gala | CE | Cerimônia de encerramento |

| Fevereiro                              | Fevereiro                              | 8 Q | 9 S | 10 S | 11 D | 12 S | 13 T | 14 Q | 15 Q | 16 S | 17 S | 18 D | 19 S | 20 T | 21 Q | 22 Q | 23 S | 24 S | 25 D | Eventos |
| -------------------------------------- | -------------------------------------- | --- | --- | ---- | ---- | ---- | ---- | ---- | ---- | ---- | ---- | ---- | ---- | ---- | ---- | ---- | ---- | ---- | ---- | ------- |
| Cerimônias                             | Cerimônias                             |     | CA  |      |      |      |      |      |      |      |      |      |      |      |      |      |      |      | CE   |         |
| Biatlo                                 | Biatlo                                 |     |     | 1    | 1    | 2    |      |      | 2    |      | 1    | 1    |      | 1    |      | 1    | 1    |      |      | 11      |
| Bobsleigh                              | Bobsleigh                              |     |     |      |      |      |      |      |      |      |      | ●    | 1    | ●    | 1    |      |      | ●    | 1    | 3       |
| Combinado nórdico                      | Combinado nórdico                      |     |     |      |      |      |      | 1    |      |      |      |      |      | 1    |      | 1    |      |      |      | 3       |
| Curling                                | Curling                                | ●   | ●   | ●    | ●    | ●    | 1    | ●    | ●    | ●    | ●    | ●    | ●    | ●    | ●    | ●    | ●    | 1    | 1    | 3       |
| Esqui alpino                           | Esqui alpino                           |     |     |      |      |      | 1    |      | 2    | 2    | 1    | 1    |      |      | 1    | 2    |      | 1    |      | 11      |
| Esqui cross-country                    | Esqui cross-country                    |     |     | 1    | 1    |      | 2    |      | 1    | 1    | 1    | 1    |      |      | 2    |      |      | 1    | 1    | 12      |
| Esqui estilo livre                     | Esqui estilo livre                     |     | ●   |      | 1    | 1    |      |      | ●    | 1    | 1    | 2    | ●    | 1    | 1    | 1    | 1    |      |      | 10      |
| Hóquei no gelo                         | Hóquei no gelo                         |     | ●   | ●    | ●    | ●    | ●    | ●    | ●    | ●    | ●    | ●    | ●    | ●    | ●    | 1    | ●    | ●    | 1    | 2       |
| Luge                                   | Luge                                   |     |     | ●    | 1    | ●    | 1    | 1    | 1    |      |      |      |      |      |      |      |      |      |      | 4       |
| Patinação artística                    | Patinação artística                    |     | ●   |      | ●    | 1    |      | ●    | 1    | ●    | 1    |      | ●    | 1    | ●    |      | 1    |      | GE   | 5       |
| Patinação de velocidade                | Patinação de velocidade                |     |     | 1    | 1    | 1    | 1    | 1    | 1    | 1    |      | 1    | 1    |      | 2    |      | 1    | 2    |      | 14      |
| Patinação de velocidade em pista curta | Patinação de velocidade em pista curta |     |     | 1    |      |      | 1    |      |      |      | 2    |      |      | 1    |      | 3    |      |      |      | 8       |
| Salto de esqui                         | Salto de esqui                         | ●   |     | 1    |      | 1    |      |      |      | ●    | 1    |      | 1    |      |      |      |      |      |      | 4       |
| Skeleton                               | Skeleton                               |     |     |      |      |      |      |      | ●    | 1    | 1    |      |      |      |      |      |      |      |      | 2       |
| Snowboard                              | Snowboard                              |     |     | ●    | 1    | 1    | 1    | 1    | 1    | 1    |      |      | ●    |      | ●    | 1    |      | 3    |      | 10      |
| Total de eventos                       | Total de eventos                       |     |     | 5    | 6    | 7    | 8    | 4    | 9    | 7    | 9    | 6    | 3    | 5    | 7    | 10   | 4    | 8    | 4    | 102     |
| Total acumulado                        | Total acumulado                        |     |     | 5    | 11   | 18   | 26   | 30   | 39   | 46   | 55   | 61   | 64   | 69   | 76   | 86   | 90   | 98   | 102  |         |
| Fevereiro                              | Fevereiro                              | 8 Q | 9 S | 10 S | 11 D | 12 S | 13 T | 14 Q | 15 Q | 16 S | 17 S | 18 D | 19 S | 20 T | 21 Q | 22 Q | 23 S | 24 S | 25 D | Eventos |

## Quadro de medalhas
Para ver o quadro completo, veja Quadro de medalhas dos Jogos Olímpicos de Inverno de 2018
     País-sede destacado.
| Ordem | País               | Medalha de ouro | Medalha de prata | Medalha de bronze |    |
| ----- | ------------------ | --------------- | ---------------- | ----------------- | -- |
| 1     | NOR Noruega        | 14              | 14               | 11                | 39 |
| 2     | GER Alemanha       | 14              | 10               | 7                 | 31 |
| 3     | CAN Canadá         | 11              | 8                | 10                | 29 |
| 4     | USA Estados Unidos | 9               | 8                | 6                 | 23 |
| 5     | NED Países Baixos  | 8               | 6                | 6                 | 20 |
| 6     | SWE Suécia         | 7               | 6                | 1                 | 14 |
| 7     | KOR Coreia do Sul  | 5               | 8                | 4                 | 17 |
| 8     | SUI Suíça          | 5               | 6                | 4                 | 15 |
| 9     | FRA França         | 5               | 4                | 6                 | 15 |
| 10    | AUT Áustria        | 5               | 3                | 6                 | 14 |

## Locais de competição
Os jogos foram realizados em dois clusters: um na área costeira de Gangneung, onde os eventos de gelo se realizaram, e outro em Pyeongchang, onde foram os eventos de neve.

### PyeongChang (Clusterdas Montanhas)
O Resort de Alpensia, localizado no myeon de Daegwallyeong, em Pyeongchang, inclui os seguintes locais de competição:
- Estádio Olímpico de PyeongChang (35 000 espectadores) – Cerimônias de Abertura e Encerramento;[25]
- Centro de Biatlo Alpensia (7 500 espectadores) – Biatlo;[26]
- Centro de Esqui Cross-Country Alpensia (7 500 espectadores) – Esqui cross-country e combinado nórdico;[27]
- Centro de Salto de Esqui Alpensia (8 500 espectadores) – Combinado nórdico, salto de esqui e snowboard;[28]
- Centro de Deslizamento Olímpico (7 000 espectadores) – Bobsleigh, luge e skeleton;[29]

No myeon de Bongpyeong, em PyeongChang, está localizado a seguinte instalação:
- Parque de Neve Phoenix (18 000 espectadores) – Esqui estilo livre e snowboard;[30]

No myeon de Bukpyeong, em Jeongseon, ficam localizadas as seguintes instalações de montanha:
- Centro Alpino Jeongseon (6 500 espectadores) – Esqui alpino (downhill, super-G e combinado);[31]
- Centro Alpino Yongpyong (6 000 espectadores) – Esqui alpino (slalom e slalom gigante).[32]

### Gangneung (Clusterda Costa)
O cluster da costa está composto de cinco locais de competições localizados em Gangneung, a 60 km de Pyeongchang. Contou com cinco instalações desportivas, sendo que quatro estão dentro do Parque Olímpico de Gangneung:
- Centro de Curling Gangneung (3 500 espectadores) – Curling;[35]
- Centro de Hóquei Gangneung (10 000 espectadores) – Hóquei no gelo;[36]
- Arena de Gelo Gangneung (12 000 espectadores) – Patinação artística e patinação de velocidade em pista curta;[37]
- Gangneung Oval (8 000 espectadores) – Patinação de velocidade.[38]

Além disso, existe um local fora do Parque Olímpico, localizado dentro do campus da Universidade Católica Kwandong:
- Centro de Hóquei Kwandong (6 000 espectadores) – Hóquei no gelo.[40]

## Controvérsias

### Mudança da grafia
Em 26 de janeiro de 2016, a prefeitura do condado anunciou que a grafia do nome da cidade foi alterada para evitar que atletas e turistas por
engano viajassem a Pyongyang, capital da Coreia do Norte. O nome antes escrito com "c" minúsculo (Pyeongchang) passou a ser escrito com o "C" maiúsculo (PyeongChang).

### Boicote da NHL
Em 3 de abril de 2017, a National Hockey League (NHL) anunciou que não autorizaria a participação de seus atletas nos Jogos Olímpicos de Inverno de 2018. Embora fosse "aberta a ouvir de qualquer outra parte que pudesse ter interesse na questão", a associação de jogadores da liga confirmou que "não tem interesse ou intenção de se envolver em qualquer discussão que possa tornar a participação olímpica mais atraente para os clubes" e que não agendaria uma pausa para as Olimpíadas na temporada 2017–18. A principal desavença entre a NHL, a Federação Internacional de Hóquei no Gelo (IIHF) e o Comitê Olímpico Internacional era relacionado a quem iria pagar o seguro da participação dos jogadores. O COI concordou em assegurar os jogadores para as Olimpíadas de 2014 com um custo de 14 milhões de dólares, mas não estaria disposto a pagar novamente em 2018. A preocupação do COI foi motivada pelo fato de que se continuasse a cobrir os custos dos jogadores da NHL, outros órgãos profissionais também exigiriam tratamento similar. O comissário da NHL, Gary Bettman, observou que a NHL nunca se beneficiou da presença de seus jogadores nas Olimpíadas, acrescentando que "de fato, os jogos são cancelados por duas semanas, isso porque o COI nunca autorizou a nossa promoção do evento".

### Participação da Rússia
A presença da delegação russa em PyeongChang estava incerto desde o início das investigações referentes ao escândalo institucional de doping executado durante os Jogos Olímpicos de Inverno de 2014, no próprio país. Em 5 de dezembro de 2017, o Comitê Olímpico Internacional anunciou a suspensão do Comitê Olímpico Russo por tempo indeterminado e os atletas que já se classificaram teriam que comprovar perante uma comissão da entidade que estavam realmente limpos, devendo entrar numa lista elaborada por um painel liderado pela política francesa Valérie Fourneyron, além de membros do próprio COI, da Agência Mundial Anti-Doping, e do Comitê Anti-dopagem da SportAccord.
Os competidores liberados participaram como "Atletas Olímpicos da Rússia", com um uniforme neutro e a cada vez que ganhassem uma medalha de ouro seria tocado o hino olímpico e a bandeira olímpica hasteada. O presidente russo Vladimir Putin chegou a propor um boicote a competição caso seus atletas não pudessem participar sob sua bandeira, mas ao final 168 atletas acabaram inscritos nos Jogos.

### Patinação artística
Em 19 de fevereiro, durante o programa curto da prova de dança no gelo da patinação artística, a francesa Gabriella Papadakis passou por uma situação constrangedora quando a sua roupa rasgou durante a rotina, deixando o seu seio à mostra. Logo após a apresentação, a transmissão oficial dos Jogos Olímpicos reprisou a cena em câmera lenta inúmeras vezes, tanto para o telão do ginásio quanto pelo sinal internacional. O fato resultou imediatamente em críticas ao Serviço Olímpico de Transmissão, empresa responsável pela transmissão oficial dos Jogos Olímpicos.

## Prejuízo financeiro
Em 26 de fevereiro, o comitê organizador divulgou que os jogos custaram 13 bilhões de dólares em infraestrutura e tiveram um prejuízo de 279 milhões de dólares. Devido as constantes variações nos valores das obras,a meta de não estourar o orçamento não foi atingida.